# Frederick John Robinson (1er vicomte Goderich)
Frederick John Robinson, né le 1er novembre 1782 à Londres et mort le 28 janvier 1859 dans cette même ville, 1er comte de Ripon, appelé le vicomte Goderich ou Lord Goderich de 1827 à 1833 puis le comte de Ripon à partir de 1833, est un homme d'État britannique, Premier ministre du Royaume-Uni du 31 août 1827 au 21 janvier 1828.
Membre de l'aristocratie foncière rurale, Robinson entre en politique grâce à ses relations familiales. À la Chambre des communes, il gravit les échelons ministériels subalternes et intègre le cabinet en 1818 en tant que président de la Chambre de commerce. En 1823, il est nommé chancelier de l'Échiquier, poste qu'il occupe pendant quatre ans. En 1827, il est élevé à la pairie et, à la Chambre des lords, il est chef de la Chambre et secrétaire d'État à la Guerre et aux Colonies.
Quand le Premier ministre George Canning meurt en 1827, Goderich lui succède, mais se montre incapable de maintenir la fragile coalition de conservateurs et de whigs modérés de Canning. Il démissionne au bout de 144 jours, ce qui en fait l'un des mandats de Premier ministre les plus courts de l'histoire britannique.
Après avoir renoncé à diriger le gouvernement, Goderich sert dans les cabinets de deux de ses successeurs, Charles Grey et Robert Peel.

## Biographie

### Jeunesse et service militaire

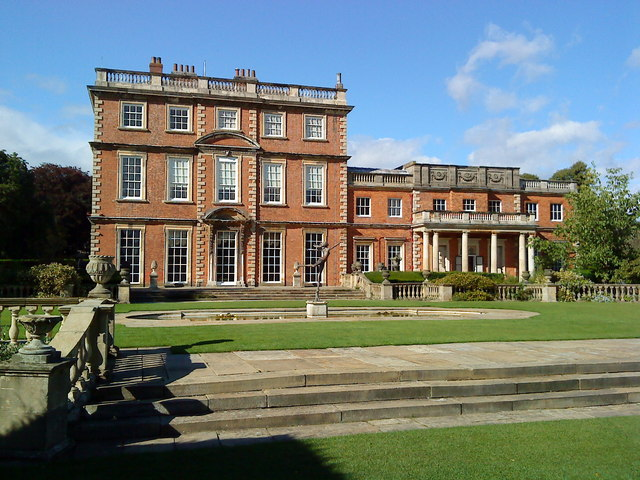
Newby Hall, lieu de naissance de Frederick John Robinson.

Robinson est né à Newby Hall, dans le Yorkshire. Il est le deuxième fils de Thomas Robinson, 2e baron Grantham, et de sa femme Lady Jemima Yorke, fille du 2e comte de Hardwicke. Élève dans une école préparatoire à Sunbury-on-Thames, il fréquente Harrow de 1796 à 1799, puis St John's College à Cambridge de 1799 à 1802. Robinson est un classiciste accompli, gagnant la médaille de Sir William Browne pour la meilleure ode latine en 1801. Après avoir obtenu son diplôme en 1802, il est admis à Lincoln's Inn. Il en demeure membre jusqu'en 1809, mais ne poursuit pas de carrière juridique et n'est pas admis au barreau.
Dans le contexte des guerres napoléoniennes, Robinson fait son service militaire à temps partiel chez lui en tant que capitaine (1803), puis major (1814–1817) dans le Northern Regiment of West Riding Yeomanry.

### Premières nominations politiques
Robinson entre en politique grâce à un lien familial. Le cousin de sa mère, Philip Yorke (3e comte de Hardwicke), Lord Lieutenant d'Irlande, le prend à son service en tant que secrétaire particulier en 1804. Deux ans plus tard, Hardwicke lui assure le siège parlementaire de Carlow, un petit arrondissement près de Dublin. En 1807, Robinson abandonne le siège et est élu député de Ripon, près de sa maison familiale dans le Yorkshire.
Au cours de ses premières années au Parlement, Robinson refuse les offres de postes ministériels subalternes, par déférence envers son patron Hardwicke, qui est un adversaire du Premier ministre, le duc de Portland. Cependant, le ministre des Affaires étrangères, George Canning, le choisit comme secrétaire de la mission de Lord Pembroke à Vienne, visant à obtenir un nouveau traité d'alliance entre la Grande-Bretagne et l'Autriche. La mission échoue, mais la réputation de Robinson n'est pas entachée et, comme le dit son biographe E. Royston Pike, « en bon conservateur [il reçut] plusieurs petites nominations dans des ministères successifs ». Sa pensée politique est grandement influencée par Canning, mais il devient le protégé du rival de ce dernier, Lord Castlereagh, qui le nomme sous-secrétaire au Bureau de la Guerre en mai 1809. Lorsque Castlereagh démissionne du gouvernement en octobre, ne voulant pas servir sous le nouveau Premier ministre Spencer Perceval, Robinson démissionne avec lui. En juin 1810, il accepte le poste de membre du conseil de l'Amirauté. Au moment de l'assassinat de Perceval au début de 1812, il est absent du Parlement pour des fonctions de milice dans le Yorkshire. Il est nommé conseiller privé en août 1812.
En 1814, Robinson épouse Lady Sarah Albinia Louisa Hobart (1793–1867), fille de Robert Hobart (4e comte de Buckinghamshire) et cousine germaine de la femme de Castlereagh. Ils ont eu trois enfants, dont un seul survit jusqu'à l'âge adulte :
- Hobart Frederick Robinson (septembre 1816)
- Eleanor Henrietta Robinson (31 octobre 1826)
- George Robinson, 1er marquis de Ripon (24 octobre 1827-9 juillet 1909)

Robinson sert sous Lord Liverpool comme vice-président du Bureau du Commerce entre 1812 et 1818, et co-payeur des forces armées entre 1813 et 1817 ; à ce titre, il soutient l'adoption des Corn Laws de 1815. Le projet de loi sur l'importation de maïs de Robinson, voté au Parlement en février 1815, est une mesure protectionniste, imposant des prix minimaux pour le blé importé et d'autres céréales.
Les lois sur le maïs ont élevé artificiellement le prix du blé, au profit des classes foncières et au détriment des classes ouvrières. Alors que le projet de loi est débattu au Parlement, la maison londonienne de Robinson dans Old Burlington Street est fréquemment attaquée par des citoyens en colère ; lors d'une de ces attaques, les balustrades à l'extérieur de la maison sont arrachées, la porte d'entrée est brisée, les peintures sont arrachées et les meubles sont jetés par la fenêtre. Une autre fois, deux personnes sont abattues, dont une mortellement,. Décrivant l'incident à la Chambre des communes, Robinson est ému aux larmes, montrant, comme l'a dit le biographe P. J. Jupp, « une propension à craquer sous l'effet du stress qui devait lui valoir le premier de plusieurs surnoms, en l'occurrence le Pleurnicheur ».

### Ministre du cabinet

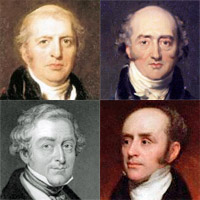
Robinson sert successivement dans les cabinets des Premiers ministres suivants (dans l'ordre des aiguilles d'une montre, en partant du haut à gauche) : Lord Liverpool, George Canning, Charles Grey et Robert Peel.

En 1818, Robinson entre au cabinet en tant que président de la Chambre de commerce et trésorier de la marine, sous la présidence de Lord Liverpool. En 1823, il succède à Nicholas Vansittart comme chancelier de l'Échiquier. L'historien Richard Helmstadter écrit :

« Robinson était un administrateur de premier ordre, et un remarquable ministre. Il était animé d'un bon esprit, était doté d'une grande capacité de travail et avait le goût de la précision. C'était un grand enquiquineur, mais il l'était d'une manière douce, et personne ne le détestait pour cela. Son absence même de convictions partisanes bien ancrées lui permit de servir, presque comme un fonctionnaire neutre, sous une longue succession de dirigeants politiques. »

Robinson est chancelier pendant quatre ans et son passage à ce poste est considéré comme un succès. Les finances publiques sont en bon état avec des recettes en excédent pendant les trois premières années de sa chancellerie,. Il réduit les impôts et accorde des subventions pour loger la Bibliothèque royale au British Museum et acheter la collection Angerstein pour la National Gallery. Jupp écrit : « ces réalisations, ainsi que son soutien au secours catholique et à l'abolition de l'esclavage, l'ont conduit à être considéré comme l'un des membres les plus libéraux du gouvernement et à se voir attribuer deux autres surnoms — 'Prosperity Robinson' et 'Goody' ». La dernière année de Robinson au Trésor est éclipsée par une ruée sur les banques, causée par l'effondrement des banquiers de la ville de Londres Pole Thornton and Co.. Robinson n'est pas blâmé pour l'effondrement, mais ses mesures pour atténuer la crise sont largement considérées comme timides.  
Sous la pression de la crise financière, Robinson sollicite auprès de Liverpool une autre affectation. En janvier 1827, il est élevé à la pairie en qualité de vicomte Goderich, mais Liverpool n'a pas le temps de remanier son cabinet : tombé malade en février 1827, il démissionne du poste de Premier ministre. Il est remplacé par Canning, dont la nomination provoque un réalignement majeur dans les factions politiques de l'époque. Les conservateurs se divisent en quatre groupes, distingués par leur vision de l'émancipation catholique. Canning et ses partisans sont libéraux en la matière ; Robinson appartient à un groupe modéré disposé à soutenir Canning ; la faction dirigée par le duc de Wellington et Robert Peel s'oppose à l'émancipation ; et un groupe ultra-conservateur résiste à toute sorte de mesure de libéralisation.
À la colère du roi George IV qui considère cette attitude comme une trahison, Wellington et Peel refusent de servir sous Canning. La moitié des conservateurs lui étant résolument hostiles, Canning est obligé de rechercher le soutien des whigs. Goderich, désigné par Canning comme chef de la Chambre des lords et secrétaire d'État à la Guerre et aux Colonies, éprouve autant de difficultés au sein de la Chambre haute qu'aux Communes. Il est la cible de la colère des conservateurs anti-Canning chez les Lords et est agressé verbalement à de nombreuses reprises ; en outre, lorsqu'il tente de faire adopter une nouvelle loi sur le maïs, celle-ci est vaincue par une alliance de pairs dirigée par Wellington.

### Premier ministre

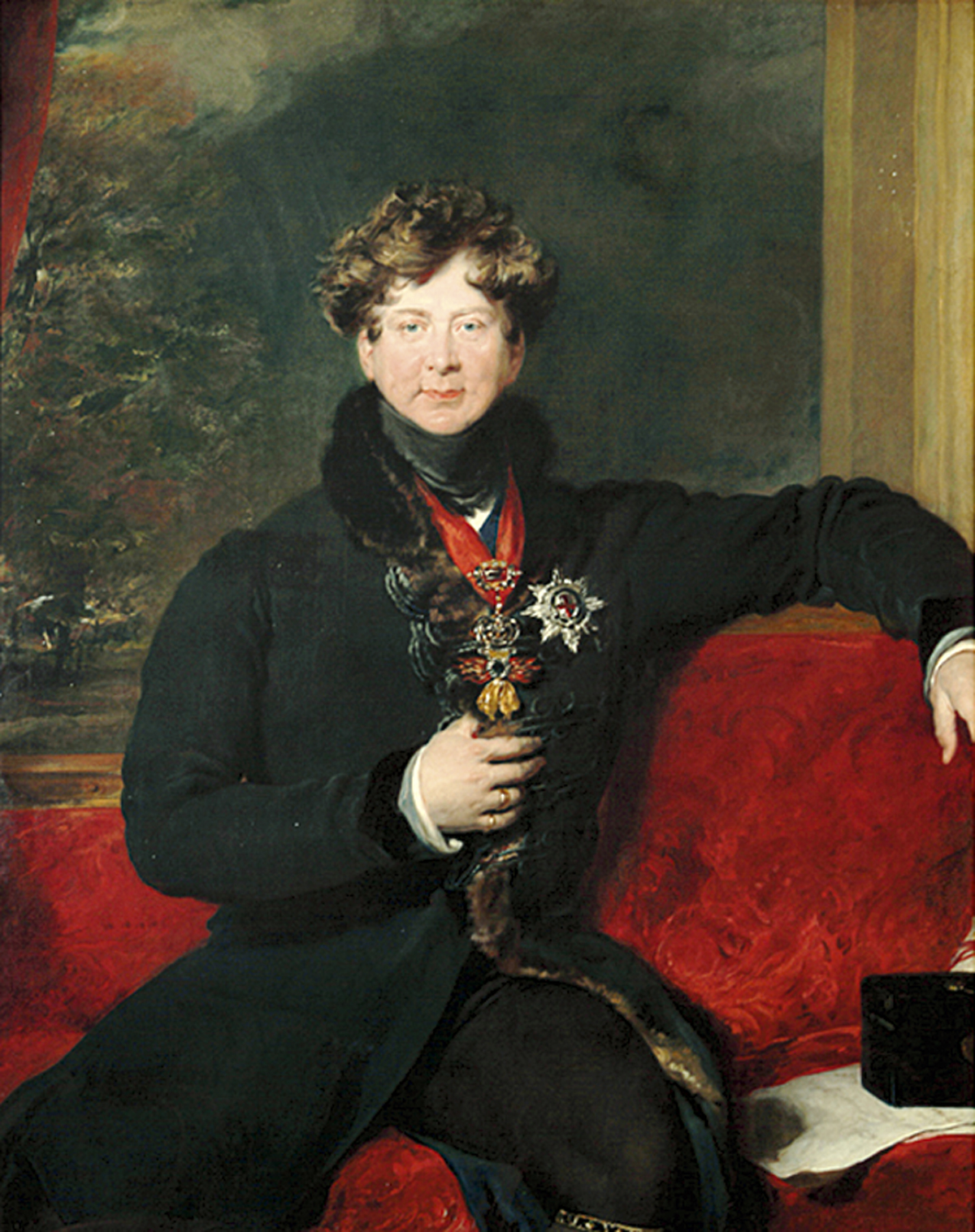
Le roi George IV par Thomas Lawrence, huile sur toile, vers 1821-1822.

Canning, dont la santé est en déclin depuis le début de 1827, meurt le 8 août. Un éminent whig déclare alors : « Dieu s'est déclaré contre nous. Il est manifestement pour les tories, et je crains que le roi aussi, ce qui est bien pire ». Quoique souvent disposé à favoriser les conservateurs au détriment des whigs, George IV n'a cependant toujours pas digéré le refus de Wellington et Peel de servir dans le cabinet de Canning. La rumeur persistante (peut-être partagée par Wellington lui-même) selon laquelle le roi s'apprêterait à confier les affaires à Wellington est déçue. Le jour de la mort de Canning, Goderich et le ministre de l'Intérieur, William Sturges Bourne, sont convoqués au château de Windsor, où le roi annonce son intention de nommer Goderich au poste de Premier ministre.

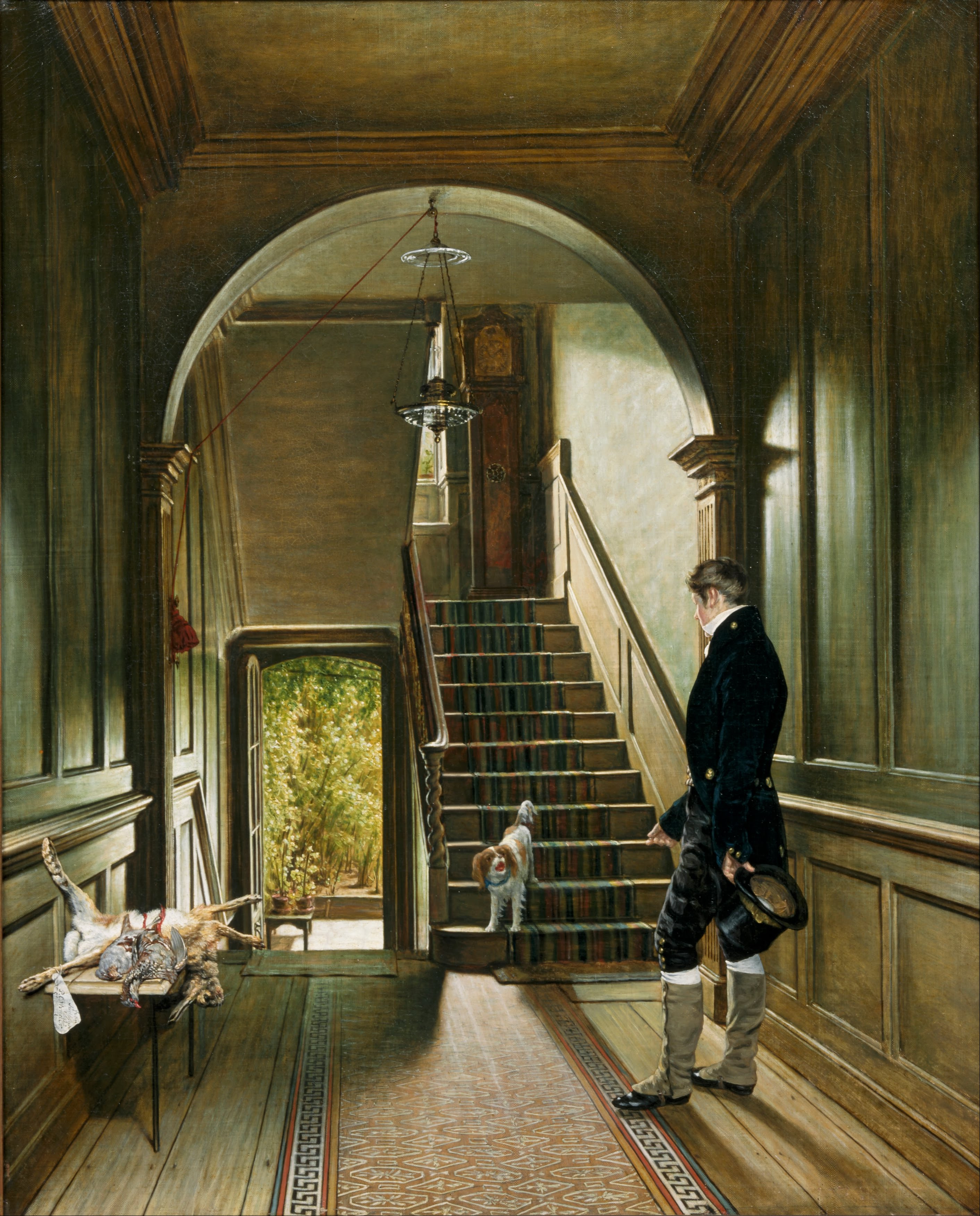
Pieter Christoffel Wonder, L'escalier de la résidence londonienne du peintre, 1828, Centraal Museum. Le personnage au premier plan a été identifié comme étant Lord Goderich, le jour de sa démission du poste de Premier ministre.

Goderich rencontre immédiatement des difficultés pour satisfaire les demandes contradictoires du roi et des whigs sur la composition de son cabinet. Alors que George IV considère que les trois postes ministériels occupés par les whigs sont bien suffisants, les whigs font pression pour l'obtention d'un quatrième portefeuille, celui des Affaires étrangères, qu'ils envisagent de confier à Lord Holland. Goderich ne satisfait personne par son incapacité à résoudre les problèmes. Un chef de file whig, George Tierney, évoque en ces termes le mécontentement de son parti vis-à-vis de Goderich : 

« [Ils] pensent que Goderich s'est si mal comporté dans cette affaire qu'ils ne peuvent avoir aucune confiance en lui. Ils croient tellement en l'intégrité de son caractère qu'ils ne le soupçonnent d'aucune duplicité dans ce qui s'est passé, mais sa conduite a été marquée par une faiblesse déplorable qui montre à quel point il est inapte à la situation qu'il occupe. »

Un autre motif de désagrément est l'incapacité de Goderich à choisir un chancelier de l'Échiquier, tiraillé une fois de plus entre les demandes du roi et celles de ses alliés whigs. Au bout d'un mois, William Huskisson, un collègue conservateur, écrit à propos de Goderich : « le roi a pris la mesure exacte de son personnage, et dit ouvertement qu'il doit accomplir lui-même tous les devoirs de Premier ministre, car Goderich n'a pas de nerfs ! J'emploie là presque ses propres mots ; et il a agi et parle toujours d'agir conformément à cette déclaration ». Le roi va même jusqu'à qualifier Goderich de « foutu crétin, ricanant et bavard », ce qui illustre tout le mépris que George IV entretient à l'égard de son Premier ministre.
Wellington s'étant éloigné de l'aile ultra-conservatrice de son parti, le roi en conclut, en janvier 1828, que la coalition ne peut plus durer et qu'un ministère conservateur dirigé par Wellington serait préférable. Goderich écrit une lettre de démission au roi, mais celle-ci n'est pas encore partie lorsqu'il est convoqué à Windsor. Il décrit au souverain l'état de délabrement de son administration ; George IV lui demande d'envoyer chercher le lord chancelier, lequel est à son tour chargé de convoquer Wellington pour obtenir du roi l'autorisation de former un nouveau gouvernement. D'après une source, Goderich aurait pleuré lors de son entretien avec le roi et ce dernier lui aurait tendu un mouchoir. Quelques jours plus tard, Goderich se dit néanmoins soulagé de son départ et d'être redevenu « un autre homme [qui] dort maintenant la nuit, rit et parle comme d'habitude ». Son mandat de Premier ministre a duré 144 jours, trois de plus que celui de son prédécesseur immédiat Canning, ce qui en fait donc le deuxième plus court de l'histoire britannique.

### Postes ultérieurs

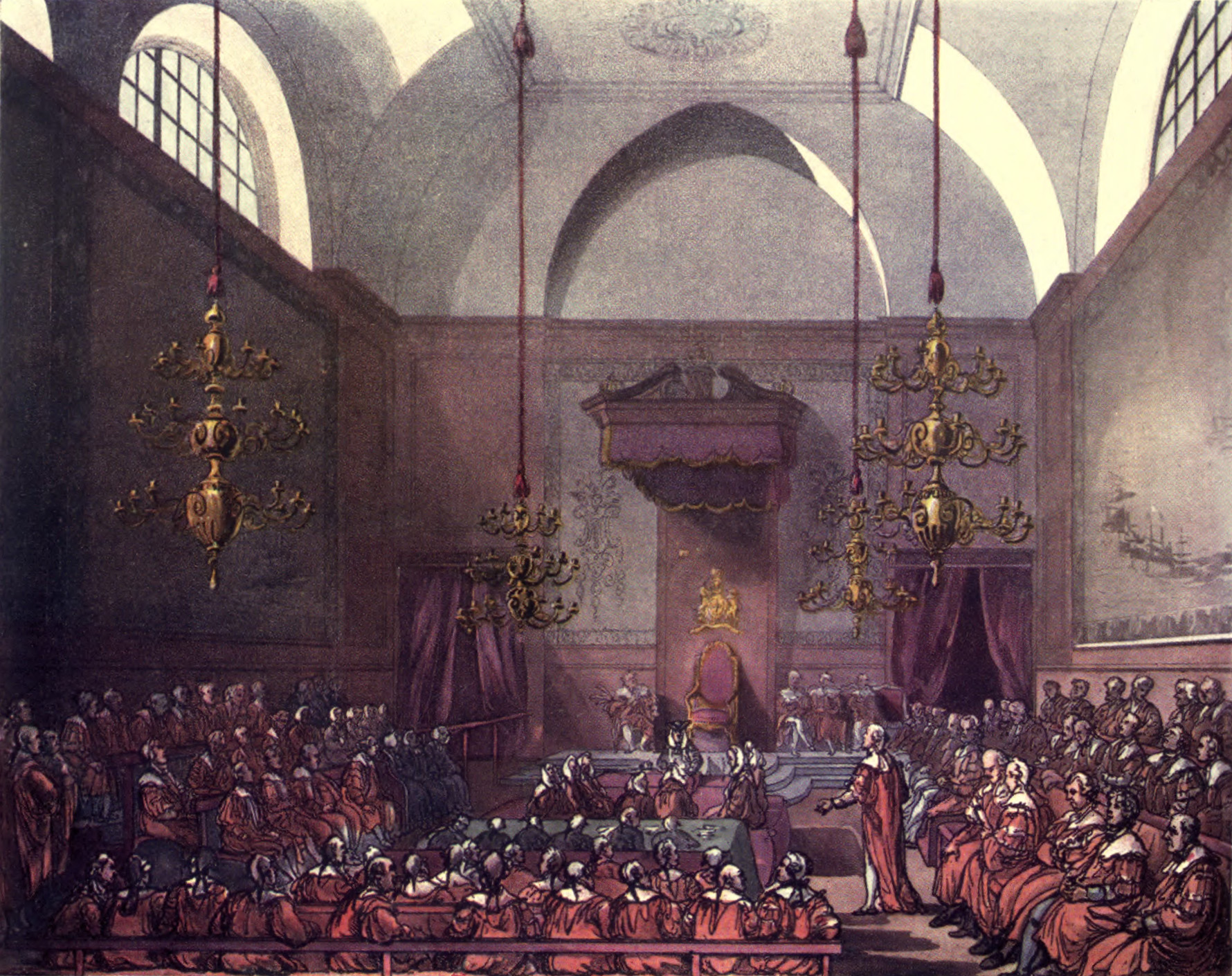
La Chambre des lords au début du XIXe siècle.

En 1830, Goderich rallie les whigs et rejoint le cabinet de Lord Grey en tant que secrétaire aux Colonies. Tant pour des raisons morales qu'économiques, il est fermement opposé à l'esclavage tout au long de sa carrière et fournit un travail acharné pour obtenir l'émancipation des esclaves dans tout l'Empire britannique dans les années 1830. Son œuvre est poursuivie par son successeur aux Colonies, Lord Stanley, dont la législation abolitionniste est pilotée par Goderich à la Chambre des lords.
En 1833, Goderich est créé comte de Ripon. Bien que n'ayant pas souhaité cet avancement dans la pairie, il s'y résout afin de pouvoir accepter l'offre du roi de lui décerner l'ordre de la Jarretière, pour lequel une vicomté est alors considérée comme insuffisamment prestigieuse. Il quitte le ministère des Colonies la même année et envisage de se retirer de la vie politique, mais Grey insiste pour le nommer au poste supérieur — mais non ministériel — de Lord du sceau privé. Cependant, l'année suivante, Goderich et Stanley rompent avec les whigs au sujet de ce qu'ils considèrent comme une menace pour le statut établi de l'Église d'Irlande.
De 1841 à 1843, Ripon sert dans le deuxième gouvernement de Peel en tant que président du Bureau de Commerce, avec pour adjoint le jeune William Ewart Gladstone. Il occupe sa dernière fonction ministérielle en étant président du conseil de contrôle de 1843 à 1846. Au cours de sa carrière, comme l'observe Helmstadter, il a été successivement « un Pittite, un tory, un Canningite, un whig, un Stanleyite, un conservateur et un Peelite. Entre 1818 et 1846, il fut membre de tous les gouvernements à l'exception de ceux de Wellington et de Melbourne ».
En dehors de sa carrière politique, Goderich est président de la Royal Geographical Society de 1830 à 1833 et de la Royal Society of Literature de 1834 à 1845.
Ripon meurt à Putney Heath, Londres, le 28 janvier 1859, à l'âge de 76 ans. Son fils unique, George, est créé par la suite marquis de Ripon et devient un éminent homme d'État libéral et membre du gouvernement.

## Sources
- (en) Cet article est partiellement ou en totalité issu de l’article de Wikipédia en anglais intitulé « F. J. Robinson, 1st Viscount Goderich » (voir la liste des auteurs).
- (en) Gregor Dallas, 1815 – The Roads to Waterloo, Londres, Pimlico, 2001 (ISBN 978-0712667852).
- (en) Daniel Jones, Everyman's English Pronouncing Dictionary, Londres, Dent, 1972 (ISBN 978-0460030151).
- (en) Wilbur D. Jones, "Prosperity" Robinson – The life of Viscount Goderich, 1782–1859, Londres, Macmillan, 1967 (OCLC 1974891).
- (en) E. Royston Pike, Britain's Prime Ministers, Londres, Odhams, 1968 (ISBN 978-0600720324).
- (en) Philip Ziegler, Melbourne, Londres, Collins, 1987 (ISBN 978-0002179577).